# Emmental de Savoie
Pour les articles homonymes, voir Emmental.
L'emmental de Savoie est un fromage de vache au lait cru fabriqué en France dans les départements alpins de la Savoie et de la Haute-Savoie.
Il fait partie de la famille des fromages à pâte pressée cuite. Le nom de ce fromage français est une indication géographique protégée. Il est parfois appelé à tort «gruyère ».
Sa meilleure période de consommation s'étend de mai à octobre.

## Étymologie
Le terme emmental vient du suisse alémanique « Emme » étant le nom d'une rivière et de « thal » signifiant « vallée ».

## Histoire

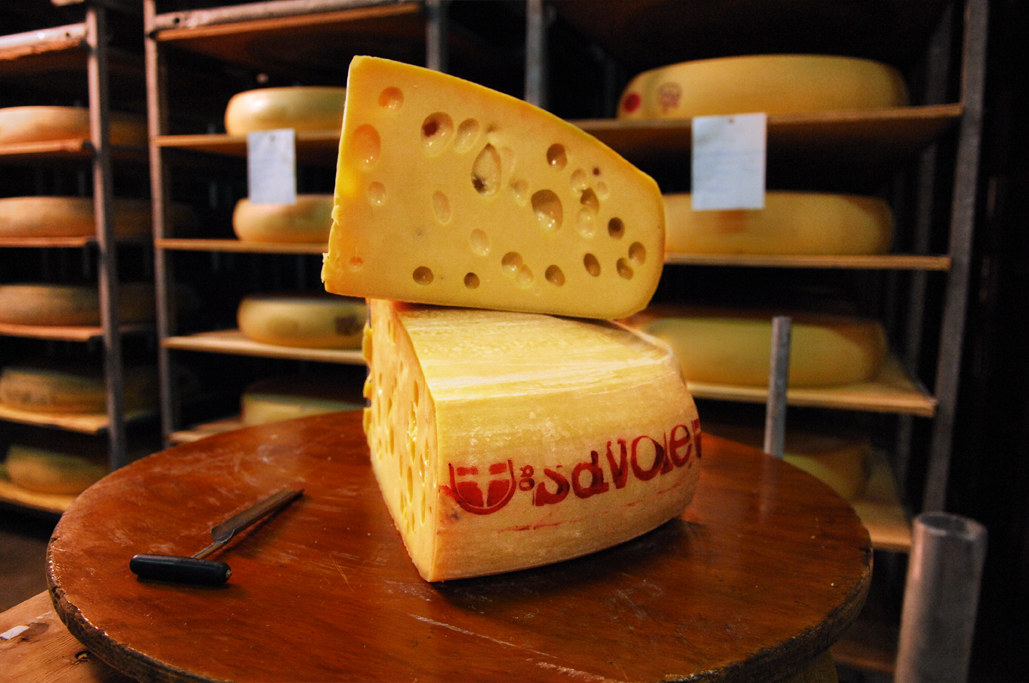
Meules d'emmental de Savoie dans une cave d'affinage.

D'origine suisse, l'emmental est aujourd'hui fabriqué industriellement dans de nombreux pays. Avec une production de 244 417 tonnes d'emmental[Quand ?], c'est le principal fromage produit en France. 95 à 96 % de cette production est industrielle, le reste est produit sous le label IGP.
Il serait le plus ancien des fromages français. En effet, sa fabrication remonte au Moyen Âge,[réf. nécessaire] où il servait à conserver les surplus de lait obtenus certaines années .
C'est au début du XIXe siècle, que l'on voit apparaître dans les Savoie de petites associations regroupant cinq ou six producteurs : c'est l’histoire des fruitières qui est en route. Le principe était que chacun des associés apportait son lait et à son tour fabriquait le fromage dont il devenait propriétaire. Malheureusement, tous n’avaient pas la même habileté, le même « savoir-faire fromager » et la qualité et la régularité des produits s’en ressentait.
Petit à petit, les fruitières se sont donc organisées différemment. La fabrication a été confiée à un spécialiste fromager appelé le fruitier. Les sociétaires faisaient construire ou mettaient à disposition une fromagerie et le fruitier venait avec son matériel et son savoir-faire. En Haute-Savoie, la première fruitière dont on ait la trace est celle de Viry en 1822.
Mais le fait capital dans l’histoire de l'Emmental de Savoie est que simultanément à la mise en route de ces fruitières eut lieu l’arrivée du chauffage dans les caves des fromageries. Au début le chauffage était surtout fait pour que la température ne descende pas trop durant l’hiver mais, par la suite, les fromagers se rendirent compte que l’affinage en cave « tempérée » ou « chaude » permettait d’obtenir des ouvertures dans la pâte, mais également des goûts et des textures différents. Il faudra attendre encore plusieurs années pour réellement comprendre et expliquer ce mécanisme de fermentation propionique et de gaz produit par des bactéries mais l’Emmental de Savoie tel que nous le connaissons aujourd’hui était né, avec ses yeux qui lui sont caractéristiques.
En 1908, on comptait plus de 400 fruitières à Emmental de Savoie dans les pays de Savoie. Aujourd'hui[Quand ?], il ne reste que 3 fromageries qui fabriquent encore ce fromage avec une production de 3 000 tonnes par an.

## Élaboration

### Les vaches laitières
Le lait doit provenir d’un troupeau global de vaches laitières constitué de 75 % minimum de vaches tarines, abondances ou montbéliardes, nourries notamment d'herbe et de foin des pays de Savoie, respectivement en été et en hiver. L'alimentation complémentaire des vaches ne doit pas contenir d'OGM. La traite a lieu deux fois par jour et le lait doit être collecté en Savoie, en Haute-Savoie ou dans les communes d'Anglefort, de Corbonod et de Chanay (Ain). La production d'une meule nécessite environ 850 litres de lait, soit la production quotidienne de quarante vaches.

### La transformation fromagère
La fabrication est exclusivement au lait cru et a lieu dans les 48 heures suivant la traite,
Le lait est ensemencé de levain naturel, mélangé à une présure dans des cuves de cuivre à 32 °C. Après caillage (ou coagulation), c'est-à-dire passage d'un état liquide à solide, le caillé (ou coagulum) est découpé à l'aide d'un tranche-caillé jusqu'à former des grains de la taille d'un grain de riz ; c'est le décaillage. Il s'agit d'une étape délicate qui demande patience et savoir-faire pour ne pas casser le grain. Elle permet l'égouttage, c'est-à-dire l'élimination d'une partie du lactosérum (ou petit lait), emprisonné dans le caillé, qui donnera le fromage,. Un tranchage long et une découpe fine favorisent l'obtention d'un caillé plus égoutté et donc d'un fromage plus sec.
Après le brassage, un chauffage est opéré pendant 1 heure entre 53 °C et 54 °C. C'est l'étape qui caractérise les fromages à pâte pressée cuite. Après la cuisson, le test du pâton permet de vérifier l'efficacité de l'égouttage selon une appréciation visuelle et tactile : un volume de caillé équivalent à 3 noix est directement prélevé dans la cuve, puis serré pour en exsuder un maximum de sérum ; en fonction de l'élasticité de la pâte et de sa cohésion, le fromager juge d'un égouttage insuffisant, adéquat ou excessif,. Le mélange est réparti dans des moules où le lactosérum, resté à la surface car plus léger que le caillé, est éliminé. Le caillé est ensuite pressé à l’aide d’un plateau appelé « foncet », posé dans le moule. La traçabilité de chaque meule est assurée par deux plaques de caséine, glissées contre la paroi intérieure du moule. Les meules sont ensuite salées en saumure (eau saturée en sel) pendant 48 heures. Le salage complète l’égouttage et contribue à la formation de la croûte. Il agit sur la fabrication de micro-organismes et les activités enzymatiques au cours de l’affinage. Il a la propriété de modifier la sapidité de certaines substances formées au cours de l’affinage et apporte un goût caractéristique à l'Emmental de Savoie.

### L'affinage
L'affinage est long de 75 jours minimum et peut durer jusqu'à 12 mois,. Les meules sont retournées régulièrement, lavées et rabotées. Elles passent successivement en cave froide (10 °C), tempérée puis chaude (23 °C).  Pendant la période d'affinage se forment les fameux yeux et les maîtres fromagers « sonnent » le fromage avec un petit marteau pour estimer leurs dimensions. La fabrication et l'affinage de l'Emmental de Savoie ne peuvent avoir lieu qu'en Savoie, en Haute-Savoie ou, pour l'affinage, dans la commune de Saint-Germain-de-Joux (Ain).

## Le fromage

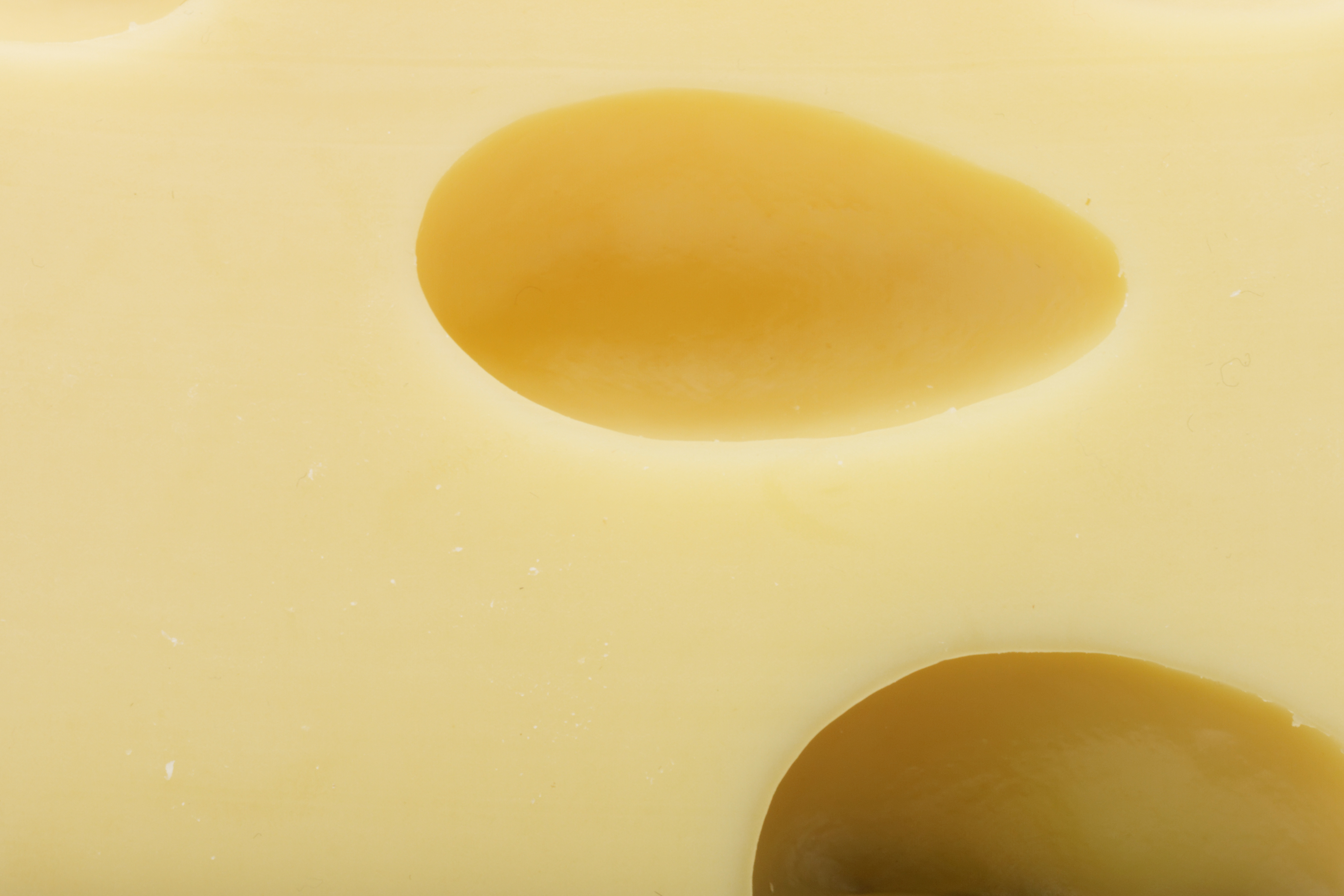
Yeux d'un Emmental de Savoie.

### Description
Il se présente comme une meule à tranche convexe et au-dessus bombé. Le moulage et le pressage vont donner sa forme à la meule, qui est régulière et cylindrique, légèrement bombée (après affinage), d’environ 75 kg et 75 cm de diamètre. La croûte est grainée et parfois huilée, jaune paille à brun pâle,, signée de la mention Savoie en rouge sur le talon. La pâte est jaune clair, son toucher fin et souple.  Ses « yeux » (appelés aussi « trous » ou « ouvertures ») sont ovales et réguliers, de la taille d'une noix  et uniformément répartis. Son goût est frais et agréable, fruité et peu prononcé, typique de l’Emmental avec une odeur faible et légèrement piquante au nez ,.

### Composition
- Ce fromage contient au moins 45 % de matières grasses (sur la matière sèche)[7].
- Il est riche en calcium, en protéines et en vitamines A, D, E, B2.

### Conditionnement
Il est vendu en meule entière ou en morceaux préemballés.

## Protection
Le label régional Savoie a été créé le 11 octobre 1978. Ainsi, la dénomination « Emmental de Savoie » s'est associée à l'excellente image des pays de Savoie. 
À partir de 1981, l'Emmental de Savoie peut se voir attribuer un label rouge « emmental grand cru ». En effet, en l'absence de ce label, l'emmental peut être produit dans une autre région.
L'appellation d'origine Emmental de Savoie est protégée par le biais du signe officiel européen IGP (Indication Géographique Protégée) enregistré en 1996 et garantissant son origine, sa qualité et le respect d’un cahier des charges.

## Les trous de l'Emmental
Le 28 mai 2015, l'Agroscope (l'Institut des sciences en denrées alimentaires) de Berne a annoncé que, lors de recherches visant un tout autre but, le mystère des trous dans certains fromages suisses était résolu.
La présence des trous est due à d'infimes particules de foin. Celles-ci infiltrent le lait lors de la traite des vaches. Ces corpuscules, lors du processus de fermentation, émettent des gaz à l'origine des trous qui se retrouvent dans le produit final. Cette découverte pourrait être capitale pour les fromagers car elle leur permettrait d'avoir la maîtrise de la quantité de trous dans leurs produits.

## Consommation

### Découpe
La meule est découpée en quartiers fins.

### Vins conseillés
- Vin rouge léger[17]
- Vin rouge fruité

### Saisons conseillées
Fabriqué toute l'année, ce fromage est au mieux quand il est issu des laits de la saison estivale.